# Lista över Euphorbia-arter
Ofullständig lista över arter i törelsläktet (Euphorbia)
- Euphorbia aaron-rossii
- Euphorbia abdelkuri
- Euphorbia abdita
- Euphorbia abdulghafooriana
- Euphorbia abramsiana
- Euphorbia abyssinica
- Euphorbia acalyphoides
- Euphorbia acanthodes
- Euphorbia acanthothamnos
- Euphorbia acerensis
- Euphorbia acervata
- Euphorbia actinoclada
- Euphorbia aculeata
- Euphorbia adenochila
- Euphorbia adenochlora
- Euphorbia adenopoda
- Euphorbia adenoptera
- Euphorbia adiantoides
- Euphorbia adjurana
- Euphorbia aequoris
- Euphorbia aeruginosa
- Euphorbia aggregata
- Euphorbia agowensis
- Euphorbia agraria
- Euphorbia akenocarpa
- Euphorbia alaica
- Euphorbia alainii
- Euphorbia alata
- Euphorbia alatavica
- Euphorbia alatocaulis
- Euphorbia albanica
- Euphorbia albertensis
- Euphorbia albipollinifera
- Euphorbia albomarginata
- Euphorbia alcicornis
- Euphorbia aleppica
- Euphorbia alfredii
- Euphorbia allocarpa
- Euphorbia alluaudii
- Euphorbia alpina
- Euphorbia alsiniflora
- Euphorbia alsinifolia
- Euphorbia alsinoides
- Euphorbia alta
- Euphorbia altaica
- Euphorbia altissima
- Euphorbia altotibetica
- Euphorbia amandi
- Euphorbia amarifontana
- Euphorbia ambacensis
- Euphorbia ambarivatoensis
- Euphorbia ambovombensis
- Euphorbia ambroseae
- Euphorbia amicorum
- Euphorbia ammak
- Euphorbia ammatotricha
- Euphorbia ammophila
- Euphorbia amplexicaulis
- Euphorbia ampliphylla
- Euphorbia amygdaloides
- Euphorbia anacampseros
- Euphorbia anachoreta
- Euphorbia analalavensis
- Euphorbia analamerae
- Euphorbia analavelonensis
- Euphorbia andrachnoides
- Euphorbia angrae
- Euphorbia angularis
- Euphorbia angulata
- Euphorbia angusta
- Euphorbia angustata
- Euphorbia angustiflora
- Euphorbia angustifrons
- Euphorbia anisopetala
- Euphorbia ankaranae
- Euphorbia ankarensis
- Euphorbia ankazobensis
- Euphorbia annamarieae
- Euphorbia anoplia
- Euphorbia anthonyi
- Euphorbia anthula
- Euphorbia antilibanotica
- Euphorbia antiquorum
- Euphorbia antisyphilitica
- Euphorbia antonii
- Euphorbia antso
- Euphorbia anychioides
- Euphorbia apatzingana
- Euphorbia aphylla
- Euphorbia apicata
- Euphorbia apios
- Euphorbia apocynoides
- Euphorbia appariciana
- Euphorbia appendiculata
- Euphorbia applanata
- Euphorbia aprica
- Euphorbia apurimacensis
- Euphorbia arabica
- Euphorbia arabicoides
- Euphorbia arahaka
- Euphorbia araucana
- Euphorbia arbuscula
- Euphorbia arceuthobioides
- Euphorbia ardonensis
- Euphorbia arenaria
- Euphorbia arenarioides
- Euphorbia argillicola
- Euphorbia argillosa
- Euphorbia arguta
- Euphorbia arida
- Euphorbia ariensis
- Euphorbia aristata
- Euphorbia arizonica
- Euphorbia armourii
- Euphorbia armstrongiana
- Euphorbia arnottiana
- Euphorbia arrecta
- Euphorbia arteagae
- Euphorbia articulata
- Euphorbia artifolia
- Euphorbia arvalis
- Euphorbia asclepiadea
- Euphorbia aserbajdzhanica
- Euphorbia aspericaulis
- Euphorbia asthenacantha
- Euphorbia astrophora
- Euphorbia astyla
- Euphorbia atoto
- Euphorbia atrispina
- Euphorbia atrocarmesina
- Euphorbia atrococca
- Euphorbia atroflora
- Euphorbia atropurpurea
- Euphorbia atrox
- Euphorbia attastoma
- Euphorbia aucheri
- Euphorbia aulacosperma
- Euphorbia aureoviridiflora
- Euphorbia australis
- Euphorbia austriaca
- Euphorbia austroanatolica
- Euphorbia awashensis
- Euphorbia avasmontana
- Euphorbia azorica
- Euphorbia baetica
- Euphorbia baga
- Euphorbia bagyrensis
- Euphorbia bahiensis
- Euphorbia baioensis
- Euphorbia balakrishnanii
- Euphorbia balbisii
- Euphorbia baleensis
- Euphorbia balfourii
- Euphorbia baliola
- Euphorbia ballyana
- Euphorbia ballyi
- Euphorbia balsamifera
- Euphorbia banae
- Euphorbia baradii
- Euphorbia barbicollis
- Euphorbia bariensis
- Euphorbia barnardii
- Euphorbia barrelieri
- Euphorbia bartolomei
- Euphorbia basarabica
- Euphorbia basargica
- Euphorbia baueri
- Euphorbia baumii
- Euphorbia baxanica
- Euphorbia bayeri
- Euphorbia baylissii
- Euphorbia bazargica
- Euphorbia beamanii
- Euphorbia beharensis
- Euphorbia beillei
- Euphorbia belgradica
- Euphorbia bemarahaensis
- Euphorbia benthamii
- Euphorbia berevoensis
- Euphorbia bergeri
- Euphorbia bergii
- Euphorbia berorohae
- Euphorbia berotica
- Euphorbia bertemariae
- Euphorbia berteroana
- Euphorbia berthelotii
- Euphorbia berythea
- Euphorbia besseri
- Euphorbia betacea
- Euphorbia betulicortex
- Euphorbia biaculeata
- Euphorbia bianoensis
- Euphorbia bicolor
- Euphorbia bicompacta
- Euphorbia biconvexa
- Euphorbia bifida
- Euphorbia bifurcata
- Euphorbia biharamulensis
- Euphorbia bilobata
- Euphorbia biselegans
- Euphorbia bisellenbeckii
- Euphorbia bisglobosa
- Euphorbia bitataensis
- Euphorbia biumbellata
- Euphorbia bivonae
- Euphorbia blatteri
- Euphorbia blepharophylla
- Euphorbia blodgettii
- Euphorbia bodenghieniae
- Euphorbia boerhaviifolia
- Euphorbia boerhavioides
- Euphorbia boinensis
- Euphorbia boissieri
- Euphorbia boissieriana
- Euphorbia boiteaui
- Euphorbia boivinii
- Euphorbia bolusii
- Euphorbia bombensis
- Euphorbia bongensis
- Euphorbia bongolavensis
- Euphorbia bonplandii
- Euphorbia boophthona
- Euphorbia borbonica
- Euphorbia borealis
- Euphorbia borenensis
- Euphorbia bosseri
- Euphorbia bothae
- Euphorbia bottae
- Euphorbia bougheyi
- Euphorbia bouleyi
- Euphorbia bourgeana
- Euphorbia brachiata
- Euphorbia brachycera
- Euphorbia brachyphylla
- Euphorbia bracteata
- Euphorbia brakdamensis
- Euphorbia brandegeei
- Euphorbia brassii
- Euphorbia braunsii
- Euphorbia bravoana
- Euphorbia breviarticulata
- Euphorbia brevicornu
- Euphorbia brevirama
- Euphorbia brevis
- Euphorbia brevitorta
- Euphorbia briquetii
- Euphorbia brittonii
- Euphorbia brownii
- Euphorbia brunellii
- Euphorbia bruntii
- Euphorbia bruynsii
- Euphorbia bubalina
- Euphorbia buchtormensis
- Euphorbia budensis
- Euphorbia buhsei
- Euphorbia bulbispina
- Euphorbia bungei
- Euphorbia bupleurifolia
- Euphorbia bupleuroides
- Euphorbia burchellii
- Euphorbia burgeri
- Euphorbia burkartii
- Euphorbia burmanica
- Euphorbia burmanni
- Euphorbia buruana
- Euphorbia buschiana
- Euphorbia bussei
- Euphorbia buxoides
- Euphorbia bwambensis
- Euphorbia cactus
- Euphorbia caducifolia
- Euphorbia caeladenia
- Euphorbia caerulescens
- Euphorbia caesia
- Euphorbia caespitosa
- Euphorbia calamiformis
- Euphorbia calcarata
- Euphorbia calcicola
- Euphorbia calderoniae
- Euphorbia californica
- Euphorbia caloderma
- Euphorbia calyculata
- Euphorbia calyptrata
- Euphorbia camagueyensis
- Euphorbia cameronii
- Euphorbia canariensis
- Euphorbia candelabrum
- Euphorbia cannellii
- Euphorbia canuti
- Euphorbia capansa
- Euphorbia caperata
- Euphorbia caperonioides
- Euphorbia capillaris
- Euphorbia capitellata
- Euphorbia capitulata
- Euphorbia capmanambatoensis
- Euphorbia capuronii
- Euphorbia caput-aureum
- Euphorbia caput-medusae
- Euphorbia carinifolia
- Euphorbia carinulata
- Euphorbia carissoides
- Euphorbia carniolica
- Euphorbia carpatica
- Euphorbia carteriana
- Euphorbia carunculata
- Euphorbia carunculifera
- Euphorbia cashmeriana
- Euphorbia cassia
- Euphorbia cassythoides
- Euphorbia catamarcensis
- Euphorbia cataractarum
- Euphorbia catenata
- Euphorbia caterviflora
- Euphorbia cattimandoo
- Euphorbia caudiculosa
- Euphorbia cayensis
- Euphorbia cedrorum
- Euphorbia celastroides
- Euphorbia celata
- Euphorbia celerieri
- Euphorbia centralis
- Euphorbia centunculoides
- Euphorbia ceratocarpa
- Euphorbia cereiformis
- Euphorbia ceroderma
- Euphorbia cervicornu
- Euphorbia cestrifolia
- Euphorbia chaborasia
- Euphorbia chaculana
- Euphorbia chaetocalyx
- Euphorbia chamaecaula
- Euphorbia chamaeclada
- Euphorbia chamaepeplus
- Euphorbia chamaerrhodos
- Euphorbia chamaesula
- Euphorbia chamaesyce
- Euphorbia chamaesycoides
- Euphorbia chamissonis
- Euphorbia chapmanii
- Euphorbia characias
- Euphorbia charleswilsoniana
- Euphorbia cheiradenia
- Euphorbia cheirolepis
- Euphorbia chenopodiifolia
- Euphorbia chersina
- Euphorbia chersonesa
- Euphorbia chevalieri
- Euphorbia chimaera
- Euphorbia chiogenes
- Euphorbia chiribensis
- Euphorbia cibdela
- Euphorbia cinerascens
- Euphorbia citrina
- Euphorbia clandestina
- Euphorbia clarae
- Euphorbia clarkeana
- Euphorbia classenii
- Euphorbia clava
- Euphorbia clavarioides
- Euphorbia clavidigitata
- Euphorbia clavigera
- Euphorbia claytonioides
- Euphorbia clementei
- Euphorbia clivicola
- Euphorbia clusiifolia
- Euphorbia coalcomanensis
- Euphorbia coccinea
- Euphorbia coerulans
- Euphorbia coghlanii
- Euphorbia collenetteae
- Euphorbia colletioides
- Euphorbia colliculina
- Euphorbia colligata
- Euphorbia colorata
- Euphorbia colubrina
- Euphorbia columnaris
- Euphorbia comans
- Euphorbia commersonii
- Euphorbia commutata
- Euphorbia comosa
- Euphorbia complanata
- Euphorbia complexa
- Euphorbia compressa
- Euphorbia concanensis
- Euphorbia condylocarpa
- Euphorbia conferta
- Euphorbia confinalis
- Euphorbia confluens
- Euphorbia congestiflora
- Euphorbia coniosperma
- Euphorbia connata
- Euphorbia consanguinea
- Euphorbia consoquitlae
- Euphorbia conspicua
- Euphorbia contorta
- Euphorbia convolvuloides
- Euphorbia conzattii
- Euphorbia cooperi
- Euphorbia copiapina
- Euphorbia corallioides
- Euphorbia cordatella
- Euphorbia cordellata
- Euphorbia cordifolia
- Euphorbia cornastra
- Euphorbia corniculata
- Euphorbia cornigera
- Euphorbia corollata
- Euphorbia correllii
- Euphorbia correntina
- Euphorbia corrigioloides
- Euphorbia corsica
- Euphorbia corymbosa
- Euphorbia cossoniana
- Euphorbia cotinifolia
- Euphorbia cowellii
- Euphorbia cozumelensis
- Euphorbia craspedia
- Euphorbia crassinodis
- Euphorbia crassipes
- Euphorbia creberrima
- Euphorbia crebrifolia
- Euphorbia cremersii
- Euphorbia crenata
- Euphorbia crenulata
- Euphorbia crepitata
- Euphorbia crepuscula
- Euphorbia cressoides
- Euphorbia crispa
- Euphorbia cristata
- Euphorbia croizatii
- Euphorbia crossadenia
- Euphorbia crotonoides
- Euphorbia cruentata
- Euphorbia cryptocaulis
- Euphorbia cryptospinosa
- Euphorbia csatoi
- Euphorbia cubensis
- Euphorbia cuchumatanensis
- Euphorbia cucumerina
- Euphorbia culminicola
- Euphorbia cumbrae
- Euphorbia cumulata
- Euphorbia cumulicola
- Euphorbia cuneata
- Euphorbia cuneifolia
- Euphorbia cuneneana
- Euphorbia cupricola
- Euphorbia cuprispina
- Euphorbia cupularis
- Euphorbia curocana
- Euphorbia curtisii
- Euphorbia curvirama
- Euphorbia cuspidata
- Euphorbia cussonioides
- Euphorbia cyathophora
- Euphorbia cylindrica
- Euphorbia cylindrifolia
- Euphorbia cymbifera
- Euphorbia cymbiformis
- Euphorbia cymosa
- Euphorbia cyparissias
- Euphorbia cyparissioides
- Euphorbia cyri
- Euphorbia cyrtophylla
- Euphorbia czerepanovii
- Euphorbia dahurica
- Euphorbia dalettiensis
- Euphorbia dallachyana
- Euphorbia damarana
- Euphorbia damasoi
- Euphorbia darbandensis
- Euphorbia dasyacantha
- Euphorbia dauana
- Euphorbia dawei
- Euphorbia davidii
- Euphorbia daviesii
- Euphorbia davisii
- Euphorbia davyi
- Euphorbia debilispina
- Euphorbia decaryi
- Euphorbia deccanensis
- Euphorbia decepta
- Euphorbia decidua
- Euphorbia decipiens
- Euphorbia decliviticola
- Euphorbia decorsei
- Euphorbia dedzana
- Euphorbia deflexa
- Euphorbia defoliata
- Euphorbia degeneri
- Euphorbia deightonii
- Euphorbia dekindtii
- Euphorbia delicatissima
- Euphorbia delicatula
- Euphorbia delphinensis
- Euphorbia deltobracteata
- Euphorbia deltoidea
- Euphorbia demissa
- Euphorbia dendroides
- Euphorbia denisiana
- Euphorbia denisii
- Euphorbia densa
- Euphorbia densiflora
- Euphorbia densifolia
- Euphorbia densispina
- Euphorbia densiuscula
- Euphorbia densiusculiformis
- Euphorbia dentata
- Euphorbia denticulata
- Euphorbia dentosa
- Euphorbia depauperata
- Euphorbia deppeana
- Euphorbia derickii
- Euphorbia descampsii
- Euphorbia desmondii
- Euphorbia dhofarensis
- Euphorbia diazlunana
- Euphorbia dichroa
- Euphorbia didiereoides
- Euphorbia digestiva
- Euphorbia dilobadena
- Euphorbia dilunguensis
- Euphorbia diminuta
- Euphorbia dimorphocaulon
- Euphorbia dinteri
- Euphorbia dioeca
- Euphorbia dioscoreoides
- Euphorbia discoidalis
- Euphorbia discoidea
- Euphorbia discrepans
- Euphorbia dispersa
- Euphorbia dissitispina
- Euphorbia distans
- Euphorbia distinctissima
- Euphorbia diuretica
- Euphorbia djimilensis
- Euphorbia dolichoceras
- Euphorbia doloensis
- Euphorbia donii
- Euphorbia dracunculoides
- Euphorbia dregeana
- Euphorbia dressleri
- Euphorbia drummondii
- Euphorbia drupifera
- Euphorbia dubovikii
- Euphorbia duckei
- Euphorbia dugandiana
- Euphorbia dulcis
- Euphorbia dumalis
- Euphorbia dumeticola
- Euphorbia dunensis
- Euphorbia durandoi
- Euphorbia duranii
- Euphorbia duriuscula
- Euphorbia duseimata
- Euphorbia dussii
- Euphorbia duvalii
- Euphorbia dwyeri
- Euphorbia eanophylla
- Euphorbia ebracteolata
- Euphorbia echinulata
- Euphorbia ecklonii
- Euphorbia ecorniculata
- Euphorbia edmondii
- Euphorbia eduardoi
- Euphorbia eggersii
- Euphorbia eglandulosa
- Euphorbia eichleri
- Euphorbia eilensis
- Euphorbia einensis
- Euphorbia elastica
- Euphorbia eleanoriae
- Euphorbia elegans
- Euphorbia elegantissima
- Euphorbia ellenbeckii
- Euphorbia elliotii
- Euphorbia ellipsifolia
- Euphorbia elodes
- Euphorbia elquiensis
- Euphorbia elymaitica
- Euphorbia emetica
- Euphorbia emirnensis
- Euphorbia engelmannii
- Euphorbia engleri
- Euphorbia engleriana
- Euphorbia enopla
- Euphorbia enormis
- Euphorbia ensifolia
- Euphorbia enterophora
- Euphorbia ephedroides
- Euphorbia ephedromorpha
- Euphorbia epicyparissias
- Euphorbia epiphylloides
- Euphorbia epithymoides
- Euphorbia equisetiformis
- Euphorbia eranthes
- Euphorbia eriantha
- Euphorbia ericoides
- Euphorbia erigavensis
- Euphorbia erinacea
- Euphorbia eriophora
- Euphorbia erlangeri
- Euphorbia ernestii
- Euphorbia erubescens
- Euphorbia erythradenia
- Euphorbia erythrina
- Euphorbia erythrocephala
- Euphorbia erythroclada
- Euphorbia erythrocucullata
- Euphorbia erythrodon
- Euphorbia erythroxyloides
- Euphorbia esculenta
- Euphorbia espinosa
- Euphorbia estevesii
- Euphorbia esula
- Euphorbia esuliformis
- Euphorbia etuberculosa
- Euphorbia eugeniae
- Euphorbia euonymoclada
- Euphorbia eustacei
- Euphorbia evansii
- Euphorbia excelsa
- Euphorbia excisa
- Euphorbia exigua
- Euphorbia exilis
- Euphorbia exilispina
- Euphorbia exserta
- Euphorbia exstipulata
- Euphorbia eyassiana
- Euphorbia eylesii
- Euphorbia falcata
- Euphorbia famatamboay
- Euphorbia fanshawei
- Euphorbia fascicaulis
- Euphorbia fasciculata
- Euphorbia faucicola
- Euphorbia fauriei
- Euphorbia feddemae
- Euphorbia fendleri
- Euphorbia ferganensis
- Euphorbia ferox
- Euphorbia fianarantsoae
- Euphorbia fiherenensis
- Euphorbia filicaulis
- Euphorbia filiflora
- Euphorbia filiformis
- Euphorbia filipes
- Euphorbia fimbriata
- Euphorbia fimbrilligera
- Euphorbia finkii
- Euphorbia fischeri
- Euphorbia fischeriana
- Euphorbia fissispina
- Euphorbia fistulosa
- Euphorbia flanaganii
- Euphorbia flavicoma
- Euphorbia fleckii
- Euphorbia floribunda
- Euphorbia florida
- Euphorbia floridana
- Euphorbia fluminis
- Euphorbia foliolosa
- Euphorbia foliosa
- Euphorbia fontqueriana
- Euphorbia forolensis
- Euphorbia forsskalii
- Euphorbia fortissima
- Euphorbia fortuita
- Euphorbia fosbergii
- Euphorbia fractiflexa
- Euphorbia fragifera
- Euphorbia franchetii
- Euphorbia franckiana
- Euphorbia francoana
- Euphorbia francoisii
- Euphorbia frankii
- Euphorbia franksiae
- Euphorbia fraseri
- Euphorbia friedrichiae
- Euphorbia friesii
- Euphorbia friesiorum
- Euphorbia fruticosa
- Euphorbia fruticulosa
- Euphorbia fulgens
- Euphorbia furcata
- Euphorbia furcatifolia
- Euphorbia furcillata
- Euphorbia fusca
- Euphorbia fuscolanata
- Euphorbia fusiformis
- Euphorbia fwambensis
- Euphorbia gaditana
- Euphorbia gaillardotii
- Euphorbia galapageia
- Euphorbia galgalana
- Euphorbia gamkensis
- Euphorbia gammaranoi
- Euphorbia garanbiensis
- Euphorbia garberi
- Euphorbia gariepina
- Euphorbia garkeana
- Euphorbia garuana
- Euphorbia gasparrinii
- Euphorbia gatbergensis
- Euphorbia gaubae
- Euphorbia gaudichaudii
- Euphorbia gaumeri
- Euphorbia gayeri
- Euphorbia gayi
- Euphorbia gebelica
- Euphorbia gedrosiaca
- Euphorbia geldorensis
- Euphorbia gemmea
- Euphorbia genistoides
- Euphorbia genoudiana
- Euphorbia gentilis
- Euphorbia gentryi
- Euphorbia georgei
- Euphorbia germainii
- Euphorbia geroldii
- Euphorbia geyeri
- Euphorbia gibelliana
- Euphorbia giessii
- Euphorbia gilbertiana
- Euphorbia gillettii
- Euphorbia giumboensis
- Euphorbia glaberrima
- Euphorbia glabriflora
- Euphorbia gladiata
- Euphorbia glandularis
- Euphorbia glanduligera
- Euphorbia glareosa
- Euphorbia glauca
- Euphorbia globosa
- Euphorbia globulicaulis
- Euphorbia glochidiata
- Euphorbia glyptosperma
- Euphorbia godana
- Euphorbia goetzei
- Euphorbia goldei
- Euphorbia goliana
- Euphorbia gollmeriana
- Euphorbia golondrina
- Euphorbia gorenflotii
- Euphorbia gorgonis
- Euphorbia gossypina
- Euphorbia gottlebei
- Euphorbia goudotii
- Euphorbia goyazensis
- Euphorbia gracilicaulis
- Euphorbia gracilior
- Euphorbia graciliramea
- Euphorbia gracillima
- Euphorbia gradyi
- Euphorbia graminea
- Euphorbia graminifolia
- Euphorbia grammata
- Euphorbia grandialata
- Euphorbia grandicornis
- Euphorbia grandidens
- Euphorbia grandidieri
- Euphorbia grandifolia
- Euphorbia grandilobata
- Euphorbia graniticola
- Euphorbia grantii
- Euphorbia granulata
- Euphorbia greenwayi
- Euphorbia gregaria
- Euphorbia gregersenii
- Euphorbia greggii
- Euphorbia greuteri
- Euphorbia griffithii
- Euphorbia grisea
- Euphorbia griseola
- Euphorbia grisophylla
- Euphorbia groenewaldii
- Euphorbia grosseri
- Euphorbia grossheimii
- Euphorbia guachanca
- Euphorbia guadalajarana
- Euphorbia guanarensis
- Euphorbia guatemalensis
- Euphorbia gueinzii
- Euphorbia guentheri
- Euphorbia guerichiana
- Euphorbia guiengola
- Euphorbia guillauminiana
- Euphorbia guineensis
- Euphorbia gulestanica
- Euphorbia gumaroi
- Euphorbia gummifera
- Euphorbia gundlachii
- Euphorbia guntensis
- Euphorbia guyoniana
- Euphorbia gymnocalycioides
- Euphorbia gymnoclada
- Euphorbia gymnonota
- Euphorbia gypsicola
- Euphorbia gypsophila
- Euphorbia hadramautica
- Euphorbia haeleeleana
- Euphorbia haematantha
- Euphorbia hainanensis
- Euphorbia hajhirensis
- Euphorbia hakutosanensis
- Euphorbia halemanui
- Euphorbia halipedicola
- Euphorbia hallii
- Euphorbia hamaderoensis
- Euphorbia hamata
- Euphorbia handeniensis
- Euphorbia handiensis
- Euphorbia hararensis
- Euphorbia haussknechtii
- Euphorbia hebecarpa
- Euphorbia hedigeriana
- Euphorbia hedyotoides
- Euphorbia heishuiensis
- Euphorbia heldreichii
- Euphorbia helenae
- Euphorbia heleniana
- Euphorbia helioscopia
- Euphorbia helleri
- Euphorbia helwigii
- Euphorbia henricksonii
- Euphorbia hepatica
- Euphorbia heptagona
- Euphorbia heptapotamica
- Euphorbia heraldiana
- Euphorbia herbacea
- Euphorbia herbstii
- Euphorbia herman-schwartzii
- Euphorbia herniariifolia
- Euphorbia herrei
- Euphorbia herteri
- Euphorbia heteradena
- Euphorbia heterochroma
- Euphorbia heterodoxa
- Euphorbia heterophylla
- Euphorbia heteropodum
- Euphorbia heterospina
- Euphorbia hexadenia
- Euphorbia hexagona
- Euphorbia hexagonoides
- Euphorbia heyligersiana
- Euphorbia heyneana
- Euphorbia hiernii
- Euphorbia hieroglyphica
- Euphorbia hieronymi
- Euphorbia hierosolymitana
- Euphorbia hildebrandtii
- Euphorbia hillebrandii
- Euphorbia hindsiana
- Euphorbia hinkleyorum
- Euphorbia hintonii
- Euphorbia hirsuta
- Euphorbia hirta
- Euphorbia hirtella
- Euphorbia hispida
- Euphorbia hockii
- Euphorbia hoffmanniana
- Euphorbia hofstaetteri
- Euphorbia holmesiae
- Euphorbia holochlorina
- Euphorbia hondurana
- Euphorbia hooveri
- Euphorbia hopetownensis
- Euphorbia hormorrhiza
- Euphorbia horombensis
- Euphorbia horrida
- Euphorbia horwoodii
- Euphorbia hottentota
- Euphorbia hsinchuensis
- Euphorbia huanchahana
- Euphorbia hubertii
- Euphorbia humayensis
- Euphorbia humbertii
- Euphorbia humifusa
- Euphorbia humilis
- Euphorbia humistrata
- Euphorbia hunzikeri
- Euphorbia hyberna
- Euphorbia hylonoma
- Euphorbia hypericifolia
- Euphorbia hypogaea
- Euphorbia hyrcana
- Euphorbia hyssopifolia
- Euphorbia iancannellii
- Euphorbia iberica
- Euphorbia iharanae
- Euphorbia illirica
- Euphorbia iloitaii
- Euphorbia imerina
- Euphorbia imitata
- Euphorbia immersa
- Euphorbia imparispina
- Euphorbia impressa
- Euphorbia inaequilatera
- Euphorbia inaequispina
- Euphorbia inaguaensis
- Euphorbia inappendiculata
- Euphorbia inarticulata
- Euphorbia incerta
- Euphorbia inconstantia
- Euphorbia inculta
- Euphorbia indecora
- Euphorbia inderiensis
- Euphorbia indica
- Euphorbia indistincta
- Euphorbia indivisa
- Euphorbia indurescens
- Euphorbia inermis
- Euphorbia infernidialis
- Euphorbia ingens
- Euphorbia ingenticapsa
- Euphorbia ingezalahiana
- Euphorbia innocua
- Euphorbia inornata
- Euphorbia insarmentosa
- Euphorbia insulana
- Euphorbia insularis
- Euphorbia intisy
- Euphorbia intricata
- Euphorbia inundata
- Euphorbia inundaticola
- Euphorbia invaginata
- Euphorbia invenusta
- Euphorbia ipecacuanhae
- Euphorbia irgisensis
- Euphorbia isacantha
- Euphorbia isaloensis
- Euphorbia isatidifolia
- Euphorbia isaurica
- Euphorbia itremensis
- Euphorbia ivanjohnstonii
- Euphorbia jablonskiana
- Euphorbia jablonskii
- Euphorbia jacquemontii
- Euphorbia jaliscensis
- Euphorbia jamesonii
- Euphorbia jansenvillensis
- Euphorbia jatrophoides
- Euphorbia jejuna
- Euphorbia jenisseiensis
- Euphorbia jodhpurensis
- Euphorbia johannis
- Euphorbia johnstonii
- Euphorbia jolkinii
- Euphorbia josei
- Euphorbia joyae
- Euphorbia jubaeaphylla
- Euphorbia jubata
- Euphorbia juglans
- Euphorbia juttae
- Euphorbia juvoklanti
- Euphorbia kabridarensis
- Euphorbia kaessneri
- Euphorbia kalbaensis
- Euphorbia kalisana
- Euphorbia kamerunica
- Euphorbia kamponii
- Euphorbia kanalensis
- Euphorbia kanaorica
- Euphorbia kansuensis
- Euphorbia kansui
- Euphorbia kaokoensis
- Euphorbia karibensis
- Euphorbia karrooensis
- Euphorbia katrajensis
- Euphorbia keithii
- Euphorbia kelleri
- Euphorbia kerneri
- Euphorbia kerstingii
- Euphorbia khasyana
- Euphorbia kilwana
- Euphorbia kimberleyana
- Euphorbia kimberleyensis
- Euphorbia kimmerica
- Euphorbia kingdon-wardii
- Euphorbia kirimzjulica
- Euphorbia kiritensis
- Euphorbia kirkii
- Euphorbia kischenensis
- Euphorbia kitagawae
- Euphorbia klotzschii
- Euphorbia knobelii
- Euphorbia knuthii
- Euphorbia kondoi
- Euphorbia kopetdaghi
- Euphorbia korshinskyi
- Euphorbia kotschyana
- Euphorbia kouandenensis
- Euphorbia kozlovii
- Euphorbia kraussiana
- Euphorbia kudrjaschevii
- Euphorbia kundelunguensis
- Euphorbia kuriensis
- Euphorbia kurtzii
- Euphorbia kuwaleana
- Euphorbia labatii
- Euphorbia lacei
- Euphorbia lacera
- Euphorbia laciniata
- Euphorbia lactea
- Euphorbia lactiflua
- Euphorbia laevigata
- Euphorbia lagascae
- Euphorbia lagunensis
- Euphorbia lagunillarum
- Euphorbia laikipiensis
- Euphorbia lamarckii
- Euphorbia lamprocarpa
- Euphorbia lancasteriana
- Euphorbia lancifolia
- Euphorbia laredana
- Euphorbia larica
- Euphorbia larranagae
- Euphorbia lasiocarpa
- Euphorbia lata
- Euphorbia latericolor
- Euphorbia lateriflora
- Euphorbia lathyris
- Euphorbia latifolia
- Euphorbia latimammillaris
- Euphorbia laurifolia
- Euphorbia lavicola
- Euphorbia lavranii
- Euphorbia lawsonii
- Euphorbia lecheoides
- Euphorbia ledebourii
- Euphorbia ledermanniana
- Euphorbia ledienii
- Euphorbia leistneri
- Euphorbia lenensis
- Euphorbia lenewtonii
- Euphorbia leonardii
- Euphorbia leontopoda
- Euphorbia leptocaula
- Euphorbia leptoclada
- Euphorbia letestuana
- Euphorbia letestui
- Euphorbia letouzeyana
- Euphorbia leucocephala
- Euphorbia leucochlamys
- Euphorbia leuconeura
- Euphorbia leucophylla
- Euphorbia lignosa
- Euphorbia limaensis
- Euphorbia limpopoana
- Euphorbia lindenii
- Euphorbia linearibracteata
- Euphorbia lineata
- Euphorbia lingiana
- Euphorbia linguiformis
- Euphorbia lioui
- Euphorbia lipskyi
- Euphorbia lissosperma
- Euphorbia liukiuensis
- Euphorbia livida
- Euphorbia lividiflora
- Euphorbia loandensis
- Euphorbia lomelii
- Euphorbia lomi
- Euphorbia longicornuta
- Euphorbia longicruris
- Euphorbia longinsulicola
- Euphorbia longispina
- Euphorbia longistyla
- Euphorbia longituberculosa
- Euphorbia lophiosperma
- Euphorbia lophogona
- Euphorbia lorentzii
- Euphorbia loricata
- Euphorbia lottiae
- Euphorbia louwii
- Euphorbia luapulana
- Euphorbia lucida
- Euphorbia lucii-smithii
- Euphorbia lucorum
- Euphorbia ludoviciana
- Euphorbia lugardae
- Euphorbia lukoseana
- Euphorbia lumbricalis
- Euphorbia lundelliana
- Euphorbia lupatensis
- Euphorbia lurida
- Euphorbia luteoviridis
- Euphorbia lutosa
- Euphorbia lutulenta
- Euphorbia luzoniensis
- Euphorbia lycioides
- Euphorbia lydenburgensis
- Euphorbia macella
- Euphorbia macgillivrayi
- Euphorbia machrisiae
- Euphorbia macinensis
- Euphorbia maconochieana
- Euphorbia macra
- Euphorbia macraulonia
- Euphorbia macrocarpa
- Euphorbia macroceras
- Euphorbia macroclada
- Euphorbia macroglypha
- Euphorbia macrophylla
- Euphorbia macropodoides
- Euphorbia macropus
- Euphorbia macrorhiza
- Euphorbia maculata
- Euphorbia macvaughii
- Euphorbia maddenii
- Euphorbia madinahensis
- Euphorbia mafingensis
- Euphorbia magdalenae
- Euphorbia magnicapsula
- Euphorbia magnifica
- Euphorbia mahabobokensis
- Euphorbia mahafalensis
- Euphorbia mainty
- Euphorbia major
- Euphorbia makallensis
- Euphorbia makinoi
- Euphorbia maleolens
- Euphorbia malevola
- Euphorbia malleata
- Euphorbia malurensis
- Euphorbia malvana
- Euphorbia mamfwensis
- Euphorbia mammillaris
- Euphorbia mandravioky
- Euphorbia mangelsdorffii
- Euphorbia mangokyensis
- Euphorbia mangorensis
- Euphorbia marayensis
- Euphorbia maresii
- Euphorbia margalidiana
- Euphorbia margaretae
- Euphorbia marginata
- Euphorbia maritae
- Euphorbia marlothiana
- Euphorbia maromokotrensis
- Euphorbia marreroi
- Euphorbia marrupana
- Euphorbia marsabitensis
- Euphorbia marschalliana
- Euphorbia martinae
- Euphorbia martini
- Euphorbia maryrichardsiae
- Euphorbia masirahensis
- Euphorbia matabelensis
- Euphorbia matritensis
- Euphorbia mauritanica
- Euphorbia maysillesii
- Euphorbia mazicum
- Euphorbia mcvaughiana
- Euphorbia medicaginea
- Euphorbia meenae
- Euphorbia megalatlantica
- Euphorbia megalocarpa
- Euphorbia melanadenia
- Euphorbia melanocarpa
- Euphorbia melanohydrata
- Euphorbia melitensis
- Euphorbia mellifera
- Euphorbia meloformis
- Euphorbia memoralis
- Euphorbia mendezii
- Euphorbia mercurialina
- Euphorbia meridensis
- Euphorbia meridionalis
- Euphorbia mertonii
- Euphorbia mesembryanthemifolia
- Euphorbia meuleniana
- Euphorbia mexiae
- Euphorbia meyeniana
- Euphorbia meyeriana
- Euphorbia michaelii
- Euphorbia micracantha
- Euphorbia micractina
- Euphorbia micradenia
- Euphorbia microcarpa
- Euphorbia microcephala
- Euphorbia micromera
- Euphorbia microsciadia
- Euphorbia microsphaera
- Euphorbia migiurtinorum
- Euphorbia milii
- Euphorbia millotii
- Euphorbia millspaughii
- Euphorbia minbuensis
- Euphorbia minuta
- Euphorbia minutifolia
- Euphorbia minutula
- Euphorbia mira
- Euphorbia miscella
- Euphorbia misella
- Euphorbia misera
- Euphorbia missurica
- Euphorbia mitchelliana
- Euphorbia mitriformis
- Euphorbia mixta
- Euphorbia mlanjeana
- Euphorbia moehringioides
- Euphorbia monacantha
- Euphorbia monadenioides
- Euphorbia monantha
- Euphorbia mongolica
- Euphorbia monocyathium
- Euphorbia monostyla
- Euphorbia monteiroi
- Euphorbia montenegrina
- Euphorbia moratii
- Euphorbia mosaica
- Euphorbia mossambicensis
- Euphorbia mossamedensis
- Euphorbia mucronulata
- Euphorbia muelleri
- Euphorbia muirii
- Euphorbia multiceps
- Euphorbia multiclava
- Euphorbia multifida
- Euphorbia multifolia
- Euphorbia multiformis
- Euphorbia multinodis
- Euphorbia multiramosa
- Euphorbia multiseta
- Euphorbia mundii
- Euphorbia munizii
- Euphorbia muraltioides
- Euphorbia muricata
- Euphorbia muscicola
- Euphorbia musilii
- Euphorbia mwinilungensis
- Euphorbia myrioclada
- Euphorbia myrsinites
- Euphorbia myrtillifolia
- Euphorbia myrtoides
- Euphorbia nagleri
- Euphorbia namibensis
- Euphorbia namuliensis
- Euphorbia namuskluftensis
- Euphorbia nana
- Euphorbia natalensis
- Euphorbia navae
- Euphorbia nayarensis
- Euphorbia negromontana
- Euphorbia neilmulleri
- Euphorbia nelii
- Euphorbia neoangolensis
- Euphorbia neoarborescens
- Euphorbia neobosseri
- Euphorbia neocaledonica
- Euphorbia neocapitata
- Euphorbia neococcinea
- Euphorbia neocrispa
- Euphorbia neocymosa
- Euphorbia neogillettii
- Euphorbia neoglabrata
- Euphorbia neoglaucescens
- Euphorbia neogoetzei
- Euphorbia neogossweileri
- Euphorbia neogracilis
- Euphorbia neohalipedicola
- Euphorbia neohumbertii
- Euphorbia neokaessneri
- Euphorbia neomontana
- Euphorbia neoparviflora
- Euphorbia neopedunculata
- Euphorbia neopolycnemoides
- Euphorbia neoreflexa
- Euphorbia neorubella
- Euphorbia neostolonifera
- Euphorbia neovirgata
- Euphorbia nephradenia
- Euphorbia nereidum
- Euphorbia neriifolia
- Euphorbia nevadensis
- Euphorbia nicaeensis
- Euphorbia nicholasii
- Euphorbia nigrispina
- Euphorbia nigrispinoides
- Euphorbia nivulia
- Euphorbia nocens
- Euphorbia nodosa
- Euphorbia nogalensis
- Euphorbia norfolkiana
- Euphorbia normannii
- Euphorbia notoptera
- Euphorbia noxia
- Euphorbia nubica
- Euphorbia nubigena
- Euphorbia nuda
- Euphorbia nudicaulis
- Euphorbia nummularia
- Euphorbia nutans
- Euphorbia nyaradyana
- Euphorbia nyassae
- Euphorbia nyikae
- Euphorbia oatesii
- Euphorbia oaxacana
- Euphorbia obconica
- Euphorbia obcordata
- Euphorbia obesa
- Euphorbia oblanceolata
- Euphorbia obliqua
- Euphorbia oblongata
- Euphorbia oblongifolia
- Euphorbia obovata
- Euphorbia occidentaustralica
- Euphorbia ocellata
- Euphorbia ocymoidea
- Euphorbia odontophora
- Euphorbia oerstediana
- Euphorbia officinalis
- Euphorbia officinarum
- Euphorbia ogadenensis
- Euphorbia ohiva
- Euphorbia oidorrhiza
- Euphorbia oligoclada
- Euphorbia olowaluana
- Euphorbia omariana
- Euphorbia ophthalmica
- Euphorbia oppositifolia
- Euphorbia opuntioides
- Euphorbia oranensis
- Euphorbia orbiculata
- Euphorbia orbiculifolia
- Euphorbia orbifolia
- Euphorbia orientalis
- Euphorbia origanoides
- Euphorbia orizabae
- Euphorbia orjeni
- Euphorbia ornithopus
- Euphorbia orobanchoides
- Euphorbia orphanidis
- Euphorbia orthoclada
- Euphorbia oryctis
- Euphorbia osyridea
- Euphorbia osyridiformis
- Euphorbia otjingandu
- Euphorbia otjipembana
- Euphorbia ovalleana
- Euphorbia ovata
- Euphorbia oxycoccoides
- Euphorbia oxyodonta
- Euphorbia oxyphylla
- Euphorbia oxystegia
- Euphorbia pachyclada
- Euphorbia pachypodioides
- Euphorbia pachyrrhiza
- Euphorbia pachysantha
- Euphorbia paganorum
- Euphorbia pallens
- Euphorbia palustris
- Euphorbia pamirica
- Euphorbia pampeana
- Euphorbia pancheri
- Euphorbia paniculata
- Euphorbia panjutinii
- Euphorbia pannonica
- Euphorbia pantomalaca
- Euphorbia papilionum
- Euphorbia papillaris
- Euphorbia papillosa
- Euphorbia papillosicapsa
- Euphorbia paradoxa
- Euphorbia paralias
- Euphorbia paranensis
- Euphorbia parciflora
- Euphorbia parciramulosa
- Euphorbia paredonensis
- Euphorbia parifolia
- Euphorbia parishii
- Euphorbia parkeri
- Euphorbia parodii
- Euphorbia parryi
- Euphorbia parva
- Euphorbia parvicaruncula
- Euphorbia parviceps
- Euphorbia parvicyathophora
- Euphorbia parviflora
- Euphorbia parvula
- Euphorbia patentispina
- Euphorbia patula
- Euphorbia pauciradiata
- Euphorbia paulianii
- Euphorbia paxiana
- Euphorbia pedemontana
- Euphorbia pedersenii
- Euphorbia pediculifera
- Euphorbia pedilanthoides
- Euphorbia pedroi
- Euphorbia peganoides
- Euphorbia peisonis
- Euphorbia pekinensis
- Euphorbia pellegrinii
- Euphorbia peltata
- Euphorbia peninsularis
- Euphorbia pentadactyla
- Euphorbia pentagona
- Euphorbia pentlandii
- Euphorbia pentops
- Euphorbia peperomioides
- Euphorbia peplidion
- Euphorbia peplis
- Euphorbia peplus
- Euphorbia perangusta
- Euphorbia perangustifolia
- Euphorbia perarmata
- Euphorbia perbracteata
- Euphorbia perennans
- Euphorbia pereskiifolia
- Euphorbia perfoliata
- Euphorbia pergamena
- Euphorbia pergracilis
- Euphorbia peritropoides
- Euphorbia perlignea
- Euphorbia perpera
- Euphorbia perplexa
- Euphorbia perrieri
- Euphorbia persistentifolia
- Euphorbia personata
- Euphorbia peruviana
- Euphorbia pervilleana
- Euphorbia pervittata
- Euphorbia pestalozzae
- Euphorbia petala
- Euphorbia petiolaris
- Euphorbia petiolata
- Euphorbia petitiana
- Euphorbia petraea
- Euphorbia petricola
- Euphorbia petrina
- Euphorbia petrophila
- Euphorbia petterssonii
- Euphorbia pfeilii
- Euphorbia philippiana
- Euphorbia phillipsiae
- Euphorbia phillipsioides
- Euphorbia phosphorea
- Euphorbia phylloclada
- Euphorbia phymatosperma
- Euphorbia physocaulos
- Euphorbia physoclada
- Euphorbia picachensis
- Euphorbia piceoides
- Euphorbia pillansii
- Euphorbia pilosa
- Euphorbia pilosissima
- Euphorbia pinkavana
- Euphorbia pionosperma
- Euphorbia pirottae
- Euphorbia piscatoria
- Euphorbia piscidermis
- Euphorbia pisidica
- Euphorbia pithyusa
- Euphorbia plagiantha
- Euphorbia planiceps
- Euphorbia planiticola
- Euphorbia platycephala
- Euphorbia platyclada
- Euphorbia platyphyllos
- Euphorbia platypoda
- Euphorbia platyrrhiza
- Euphorbia platysperma
- Euphorbia plebeia
- Euphorbia plenispina
- Euphorbia plumerioides
- Euphorbia podadenia
- Euphorbia podocarpifolia
- Euphorbia poecilophylla
- Euphorbia poeppigii
- Euphorbia poissonii
- Euphorbia polyacantha
- Euphorbia polyantha
- Euphorbia polycarpa
- Euphorbia polycephala
- Euphorbia polycnemoides
- Euphorbia polygalifolia
- Euphorbia polygona
- Euphorbia polygonifolia
- Euphorbia polyphylla
- Euphorbia ponderosa
- Euphorbia pondii
- Euphorbia popayanensis
- Euphorbia popovii
- Euphorbia porphyrantha
- Euphorbia porteriana
- Euphorbia portlandica
- Euphorbia portucasadiana
- Euphorbia portulacoides
- Euphorbia potaninii
- Euphorbia potentilloides
- Euphorbia potosina
- Euphorbia praecox
- Euphorbia primulifolia
- Euphorbia proballyana
- Euphorbia procera
- Euphorbia procopianii
- Euphorbia proctorii
- Euphorbia procumbens
- Euphorbia prolifera
- Euphorbia promecocarpa
- Euphorbia prona
- Euphorbia prostrata
- Euphorbia psammogeton
- Euphorbia psammophila
- Euphorbia pseudoapios
- Euphorbia pseudoburuana
- Euphorbia pseudocactus
- Euphorbia pseudoduseimata
- Euphorbia pseudoesula
- Euphorbia pseudofalcata
- Euphorbia pseudofulva
- Euphorbia pseudoglobosa
- Euphorbia pseudograntii
- Euphorbia pseudohirsuta
- Euphorbia pseudohypogaea
- Euphorbia pseudolaevis
- Euphorbia pseudolucida
- Euphorbia pseudomollis
- Euphorbia pseudonudicaulis
- Euphorbia pseudopetiolata
- Euphorbia pseudoracemosa
- Euphorbia pseudosikkimensis
- Euphorbia pseudosimplex
- Euphorbia pseudostellata
- Euphorbia pseudotrinervis
- Euphorbia pseudotuberosa
- Euphorbia pseudovillosa
- Euphorbia pseudovolkensii
- Euphorbia pteroclada
- Euphorbia pterococca
- Euphorbia pteroneura
- Euphorbia pubentissima
- Euphorbia pubicaulis
- Euphorbia pubiglans
- Euphorbia pudibunda
- Euphorbia pueblensis
- Euphorbia pulcherrima
- Euphorbia pulvinata
- Euphorbia pumicicola
- Euphorbia punctata
- Euphorbia punctulata
- Euphorbia punicea
- Euphorbia purpurea
- Euphorbia pycnostegia
- Euphorbia pyrenaica
- Euphorbia pyrifolia
- Euphorbia qarad
- Euphorbia quadrangularis
- Euphorbia quadrata
- Euphorbia quadrialata
- Euphorbia quadrilatera
- Euphorbia quadrispina
- Euphorbia quaitensis
- Euphorbia quartziticola
- Euphorbia quinquecostata
- Euphorbia quitensis
- Euphorbia radians
- Euphorbia radiifera
- Euphorbia radioloides
- Euphorbia ramiglans
- Euphorbia ramipressa
- Euphorbia ramofraga
- Euphorbia ramosa
- Euphorbia ramulosa
- Euphorbia randrianijohanyi
- Euphorbia rangovalensis
- Euphorbia raphanorrhiza
- Euphorbia raphilippii
- Euphorbia rapulum
- Euphorbia rauhii
- Euphorbia razafindratsirae
- Euphorbia razafinjohanyi
- Euphorbia reclinata
- Euphorbia reconciliationis
- Euphorbia rectirama
- Euphorbia recurva
- Euphorbia regis-jubae
- Euphorbia reineckei
- Euphorbia remyi
- Euphorbia reniformis
- Euphorbia renneyi
- Euphorbia repanda
- Euphorbia repens
- Euphorbia repetita
- Euphorbia reptans
- Euphorbia resinifera
- Euphorbia restiacea
- Euphorbia restituta
- Euphorbia restricta
- Euphorbia retrospina
- Euphorbia retusa
- Euphorbia reuteriana
- Euphorbia revoluta
- Euphorbia rhabdodes
- Euphorbia rhabdotosperma
- Euphorbia rhizophora
- Euphorbia rhombifolia
- Euphorbia rhytidosperma
- Euphorbia rhytisperma
- Euphorbia richardsiae
- Euphorbia ridleyi
- Euphorbia riebeckii
- Euphorbia rigida
- Euphorbia rimarum
- Euphorbia ritchiei
- Euphorbia rivae
- Euphorbia robecchii
- Euphorbia robivelonae
- Euphorbia rochaensis
- Euphorbia rockii
- Euphorbia roemeriana
- Euphorbia rohlenae
- Euphorbia roschanica
- Euphorbia rosea
- Euphorbia rosescens
- Euphorbia rossiana
- Euphorbia rossii
- Euphorbia rosularis
- Euphorbia rothiana
- Euphorbia rothrockii
- Euphorbia rowlandii
- Euphorbia royleana
- Euphorbia rubella
- Euphorbia rubriflora
- Euphorbia rubriseminalis
- Euphorbia rubrispinosa
- Euphorbia rubromarginata
- Euphorbia rudis
- Euphorbia rudolfii
- Euphorbia ruficeps
- Euphorbia rugosiflora
- Euphorbia ruiziana
- Euphorbia ruizlealii
- Euphorbia rupestris
- Euphorbia ruscifolia
- Euphorbia rutilis
- Euphorbia rzedowskii
- Euphorbia sabulicola
- Euphorbia saccharata
- Euphorbia sachetiana
- Euphorbia sahendi
- Euphorbia sakarahaensis
- Euphorbia salicifolia
- Euphorbia salota
- Euphorbia salsicola
- Euphorbia salsuginosa
- Euphorbia samburuensis
- Euphorbia sanasunitensis
- Euphorbia sanctae-catharinae
- Euphorbia sanmartensis
- Euphorbia santapaui
- Euphorbia sapinii
- Euphorbia sarawschanica
- Euphorbia sarcodes
- Euphorbia sarcostemmatoides
- Euphorbia sarcostemmoides
- Euphorbia sareciana
- Euphorbia sareptana
- Euphorbia sarmentosa
- Euphorbia saudiarabica
- Euphorbia saurica
- Euphorbia saxatilis
- Euphorbia saxicola
- Euphorbia saxorum
- Euphorbia scabrifolia
- Euphorbia scandens
- Euphorbia scarlatina
- Euphorbia scatorhiza
- Euphorbia schaijesii
- Euphorbia scheffleri
- Euphorbia schickendantzii
- Euphorbia schillingii
- Euphorbia schimperi
- Euphorbia schimperiana
- Euphorbia schinzii
- Euphorbia schizacantha
- Euphorbia schizolepis
- Euphorbia schizoloba
- Euphorbia schlechtendalii
- Euphorbia schlechteri
- Euphorbia schmitzii
- Euphorbia schoenlandii
- Euphorbia schottiana
- Euphorbia schubei
- Euphorbia schugnanica
- Euphorbia schultzii
- Euphorbia schumannii
- Euphorbia schweinfurthii
- Euphorbia sciadophila
- Euphorbia scitula
- Euphorbia sclerocyathium
- Euphorbia sclerophylla
- Euphorbia scopulorum
- Euphorbia scordiifolia
- Euphorbia scripta
- Euphorbia scutiformis
- Euphorbia scyphadena
- Euphorbia sebastinei
- Euphorbia sebsebei
- Euphorbia segetalis
- Euphorbia segoviensis
- Euphorbia seguieriana
- Euphorbia seibanica
- Euphorbia sekukuniensis
- Euphorbia seleri
- Euphorbia selloi
- Euphorbia selousiana
- Euphorbia semiperfoliata
- Euphorbia semivillosa
- Euphorbia semperflorens
- Euphorbia sendaica
- Euphorbia senguptae
- Euphorbia senilis
- Euphorbia sennii
- Euphorbia septemsulcata
- Euphorbia septentrionalis
- Euphorbia sepulta
- Euphorbia serendipita
- Euphorbia seretii
- Euphorbia serpens
- Euphorbia serpentini
- Euphorbia serpyllifolia
- Euphorbia serrata
- Euphorbia serratifolia
- Euphorbia serrula
- Euphorbia sessei
- Euphorbia sessiliflora
- Euphorbia sessilifolia
- Euphorbia setiloba
- Euphorbia setispina
- Euphorbia setosa
- Euphorbia sewerzowii
- Euphorbia sharkoensis
- Euphorbia sharmae
- Euphorbia shebeliensis
- Euphorbia sieboldiana
- Euphorbia sikkimensis
- Euphorbia silenifolia
- Euphorbia similiramea
- Euphorbia simulans
- Euphorbia sinaloensis
- Euphorbia sinclairiana
- Euphorbia sintenisii
- Euphorbia sipolisii
- Euphorbia skottsbergii
- Euphorbia smirnovii
- Euphorbia smithii
- Euphorbia socotrana
- Euphorbia sogdiana
- Euphorbia sojakii
- Euphorbia somalensis
- Euphorbia somboriensis
- Euphorbia songweana
- Euphorbia sonorae
- Euphorbia soobyi
- Euphorbia sooi
- Euphorbia soongarica
- Euphorbia sororia
- Euphorbia souliei
- Euphorbia sparrmanii
- Euphorbia sparsiflora
- Euphorbia sparsiglandulosa
- Euphorbia spartaria
- Euphorbia spartiformis
- Euphorbia spathulata
- Euphorbia speciosa
- Euphorbia specksii
- Euphorbia spectabilis
- Euphorbia spellenbergiana
- Euphorbia sphaerorhiza
- Euphorbia spicata
- Euphorbia spinea
- Euphorbia spinicapsula
- Euphorbia spinidens
- Euphorbia spinosa
- Euphorbia spinulosa
- Euphorbia spiralis
- Euphorbia spissa
- Euphorbia spissiflora
- Euphorbia spruceana
- Euphorbia squamigera
- Euphorbia squamosa
- Euphorbia squarrosa
- Euphorbia standleyi
- Euphorbia stapelioides
- Euphorbia stapfii
- Euphorbia stellata
- Euphorbia stellispina
- Euphorbia stenocalli
- Euphorbia stenocaulis
- Euphorbia stenoclada
- Euphorbia stenophylla
- Euphorbia stepposa
- Euphorbia stevenii
- Euphorbia stictospora
- Euphorbia stoddartii
- Euphorbia stolonifera
- Euphorbia stracheyi
- Euphorbia strangulata
- Euphorbia striata
- Euphorbia stricta
- Euphorbia strictior
- Euphorbia strigosa
- Euphorbia stygiana
- Euphorbia subamplexicaulis
- Euphorbia subcordata
- Euphorbia submamillaris
- Euphorbia suborbicularis
- Euphorbia subpeltata
- Euphorbia subpeltatophylla
- Euphorbia subsalsa
- Euphorbia subscandens
- Euphorbia subterminalis
- Euphorbia subtrifoliata
- Euphorbia succedanea
- Euphorbia succulenta
- Euphorbia sudanica
- Euphorbia suffulta
- Euphorbia sulcata
- Euphorbia sultan-hassei
- Euphorbia sumati
- Euphorbia sumbawensis
- Euphorbia superans
- Euphorbia suppressa
- Euphorbia surinamensis
- Euphorbia susan-holmesiae
- Euphorbia susannae
- Euphorbia suzannae-marnierae
- Euphorbia syncalycina
- Euphorbia syncameronii
- Euphorbia systyla
- Euphorbia systyloides
- Euphorbia szovitsii
- Euphorbia taboraensis
- Euphorbia tacnensis
- Euphorbia taifensis
- Euphorbia taihsiensis
- Euphorbia talaina
- Euphorbia talastavica
- Euphorbia taluticola
- Euphorbia tamanduana
- Euphorbia tamaulipasana
- Euphorbia tanaensis
- Euphorbia tannensis
- Euphorbia tanquahuete
- Euphorbia tarapacana
- Euphorbia tardieuana
- Euphorbia taruensis
- Euphorbia tauricola
- Euphorbia taurinensis
- Euphorbia tavoyensis
- Euphorbia teheranica
- Euphorbia tehuacana
- Euphorbia teixeirae
- Euphorbia teke
- Euphorbia telephioides
- Euphorbia tellieri
- Euphorbia tenax
- Euphorbia tenebrosa
- Euphorbia tenuirama
- Euphorbia tenuispinosa
- Euphorbia teres
- Euphorbia terracina
- Euphorbia tescorum
- Euphorbia teskensuensis
- Euphorbia tessmannii
- Euphorbia tetracantha
- Euphorbia tetracanthoides
- Euphorbia tetragona
- Euphorbia tetrapora
- Euphorbia tetraptera
- Euphorbia tettensis
- Euphorbia texana
- Euphorbia theriaca
- Euphorbia thinophila
- Euphorbia tholicola
- Euphorbia thompsonii
- Euphorbia thomsoniana
- Euphorbia thouarsiana
- Euphorbia thulinii
- Euphorbia thymifolia
- Euphorbia thyrsoidea
- Euphorbia tibetica
- Euphorbia tinianensis
- Euphorbia tirucalli
- Euphorbia tisserantii
- Euphorbia tithymaloides
- Euphorbia togakusensis
- Euphorbia tomentella
- Euphorbia tomentulosa
- Euphorbia tongchuanensis
- Euphorbia torralbasii
- Euphorbia torrei
- Euphorbia torta
- Euphorbia tortilis
- Euphorbia tortirama
- Euphorbia tortistyla
- Euphorbia tozzii
- Euphorbia trachysperma
- Euphorbia trancapatae
- Euphorbia transoxana
- Euphorbia transtagana
- Euphorbia transvaalensis
- Euphorbia tranzschelii
- Euphorbia tresmariae
- Euphorbia triaculeata
- Euphorbia trialata
- Euphorbia triangolensis
- Euphorbia triangularis
- Euphorbia trichadenia
- Euphorbia trichiocyma
- Euphorbia trichocardia
- Euphorbia trichophylla
- Euphorbia trichotoma
- Euphorbia tricolor
- Euphorbia triflora
- Euphorbia trigona
- Euphorbia trinervia
- Euphorbia triodonta
- Euphorbia tripartita
- Euphorbia triphylla
- Euphorbia tshuiensis
- Euphorbia tuberculata
- Euphorbia tuberculatoides
- Euphorbia tuberifera
- Euphorbia tuberosa
- Euphorbia tubiglans
- Euphorbia tuckeyana
- Euphorbia tuerckheimii
- Euphorbia tugelensis
- Euphorbia tulearensis
- Euphorbia tumbaensis
- Euphorbia tumistyla
- Euphorbia turbiniformis
- Euphorbia turczaninowii
- Euphorbia turkanensis
- Euphorbia turkestanica
- Euphorbia turpinii
- Euphorbia tyraica
- Euphorbia ugandensis
- Euphorbia uhligiana
- Euphorbia uliginosa
- Euphorbia umbellata
- Euphorbia umbelliformis
- Euphorbia umbellulata
- Euphorbia umbonata
- Euphorbia umbrosa
- Euphorbia umfoloziensis
- Euphorbia undulata
- Euphorbia undulatifolia
- Euphorbia unicornis
- Euphorbia uniflora
- Euphorbia uniglans
- Euphorbia unispina
- Euphorbia urceolophora
- Euphorbia usambarica
- Euphorbia uzmuk
- Euphorbia vaalputsiana
- Euphorbia vaccaria
- Euphorbia vaginulata
- Euphorbia wagneri
- Euphorbia vajravelui
- Euphorbia wakefieldii
- Euphorbia valdevillosocarpa
- Euphorbia valerianifolia
- Euphorbia vallaris
- Euphorbia wallichii
- Euphorbia vallis-mortuae
- Euphorbia vandermerwei
- Euphorbia variabilis
- Euphorbia varians
- Euphorbia waringiae
- Euphorbia watanabei
- Euphorbia waterbergensis
- Euphorbia vauthieriana
- Euphorbia weberbaueri
- Euphorbia vedica
- Euphorbia wellbyi
- Euphorbia velleriflora
- Euphorbia velligera
- Euphorbia venenata
- Euphorbia venenifica
- Euphorbia veneris
- Euphorbia venteri
- Euphorbia verapazensis
- Euphorbia vermiculata
- Euphorbia verna
- Euphorbia verrucosa
- Euphorbia verruculosa
- Euphorbia versicolores
- Euphorbia vervoorstii
- Euphorbia vestita
- Euphorbia vezorum
- Euphorbia wheeleri
- Euphorbia whellanii
- Euphorbia whitei
- Euphorbia whyteana
- Euphorbia viatilis
- Euphorbia viduiflora
- Euphorbia viguieri
- Euphorbia wildii
- Euphorbia williamsonii
- Euphorbia villifera
- Euphorbia wilmaniae
- Euphorbia viminea
- Euphorbia wimmeriana
- Euphorbia violacea
- Euphorbia viridis
- Euphorbia viridula
- Euphorbia virosa
- Euphorbia viscoides
- Euphorbia vittata
- Euphorbia wittmannii
- Euphorbia volkmanniae
- Euphorbia woodii
- Euphorbia wrightii
- Euphorbia vulcanorum
- Euphorbia xalapensis
- Euphorbia xanti
- Euphorbia xbacensis
- Euphorbia xylacantha
- Euphorbia xylophylloides
- Euphorbia xylopoda
- Euphorbia yanjinensis
- Euphorbia yaquiana
- Euphorbia yaroslavii
- Euphorbia yattana
- Euphorbia yemenica
- Euphorbia yucatanensis
- Euphorbia zakamenae
- Euphorbia zambesiana
- Euphorbia zeylana
- Euphorbia zierioides
- Euphorbia zonosperma
- Euphorbia zoutpansbergensis